# Mischocyttarus duckei
Mischocyttarus duckei är en getingart som beskrevs av François du Buysson 1909. Mischocyttarus duckei ingår i släktet Mischocyttarus och familjen getingar. Inga underarter finns listade i Catalogue of Life.